# یواس‌اس کانکویست (ای‌ام‌سی-۷۱)
یواس‌اس کانکویست (ای‌ام‌سی-۷۱) (به انگلیسی: USS Conquest (AMc-71)) یک کشتی بود که طول آن ۹۷ فوت ۱ اینچ (۲۹٫۵۹ متر) بود. این کشتی در سال ۱۹۴۱ ساخته شد.